# آلفلد
شهر آلفلددر ایالت نیدرزاکسن در کشور آلمان واقع شده است.